# Luis Felipe de las Casas Grieve
Luis Felipe de las Casas Grieve (Lima, 16 de febrero de 1916-Ib., 21 de enero de 1988) fue un ingeniero economista y político peruano. Destacado miembro del Partido Aprista Peruano, llegó a ser su Secretario General durante el gobierno de Manuel A. Odría, quien incluso pidió su captura "vivo o muerto", y embajador del Perú en Venezuela durante el régimen militar de Juan Velasco Alvarado.

## Inicio en el Partido Aprista
Sus padres fueron Luis Felipe de las Casas Arriz y Elena María Grieve Becerra.
Desde los inicios de su vida, se le ligó muchísimo al Partido Aprista Peruano e incluso fue a prisión con tan solo 15 años por el hecho de ser aprista. Posteriormente en 1934 es enviado a la Prisión "El Sexto" para luego al año siguiente, ser exiliado a Chile. En 1939 ingresó ilegalmente al país, ya que fue llamado por el Partido Aprista, sin embargo fue apresado nuevamente y recluido en "El Sexto", "El Frontón" y la Prefectura de Lima para ser nuevamente exiliado a Chile.
Es que estando en Chile, se le elige como Presidente de la Federación de Estudiantes Latinoamericanos y también donde recibe el grado de economista por la Universidad de Chile. Ya de regreso en el Perú, es electo como Secretario General de Organización del APRA para el periodo 1945-1948.

## Diputado de la República y gobierno de Odría
En 1945, fue elegido como Diputado de la República por Lima, siendo compañero de hemiclo con notables políticos como Fernando Belaúnde Terry. Su periodo concluyó en 1948 ya que Manuel A. Odría dirigió un Golpe de Estado contra José Luis Bustamante y Rivero.
Inmediatamente durante su gobierno, el mismo Odría reconoció haber pedido su captura bajo la consigna de "vivo o muerto". Fue capturado y detenido en el Panóptico de Lima, donde fue condenado a 6 años de prisión efectiva por un tribunal militar. En 1955, luego de una huelga de hambre, es exiliado por tercera vez a Chile, donde aprovechó en escapar hacia Europa y África con fines de estudio.

## Gobiernos de Belaúnde y Velasco
En 1956, fue elegido como Secretario Nacional de Propaganda y como Secretario General del Plan de Gobierno del Partido Aprista. En 1962, lanzó la candidatura presidencial de Víctor Raúl Haya de la Torre y la suya propia a Senador por Lima. Al año siguiente, renunció a todos los cargos al interior de su partido por no estar a favor de la coalición parlamentaria (APRA-UNO) que le impedía gobernar a Fernando Belaúnde Terry.
Luego, con el Golpe de Estado de Juan Velasco Alvarado, De las Casas fue nombrado como Embajador del Perú en Venezuela, cargo que ejerció hasta 1974, año en que abandonó la diplomacia para dedicarse a escribir.

## Vida docente
Desde su segundo exilio a Chile, De las Casas destacó por ser catedrático en variadas universidades. En el Perú, por el año 1964, fue el gestor de la creación de la Facultad de Ingeniería Económica en la Universidad Nacional de Ingeniería. Es aquí donde se convierte en su primer Decano, para luego seguir educando en dicha casa universitaria.

## Relación con Haya de la Torre
Su relación con Víctor Raúl Haya de la Torre fue siempre muy cordial e incluso fue catalogado por el mismo Haya como el "General de Las Multitudes" por lograr movilizar a cientos de simpatizantes durante los mítines presidencialistas de Haya. Estuvo presente en su entierro.

## Gobierno de Alan García
Ya fallecido Víctor Raúl Haya de la Torre, De las Casas volvió a la vida política en 1985, cuando salió electo como Senador de la República por Lima durante el primer gobierno de Alan García. Es durante este gobierno que lográ cumplir su meta: ser senador oficialista. Desempeñaría el cargo hasta 1988, no pudiendo concluir su periodo por morir en el cargo.

## Muerte
Su muerte es quizás lo que lo hace más conocido. Por el año 1988, se discutía la aprobación de la "Ley sobre la Estatización de la Banca". La Cámara de Diputados presidida por Luis Alva Castro la aprobó en tan solo dos días, mientras que la Cámara de Senadores presidida por Ramiro Prialé demoró cerca de 6 meses. Es en uno de los tantos acalorados debates sobre su posible aprobación en que De las Casas, luego de una fuerte discusión con uno de sus colegas, sufrió un ataque al corazón. De las Casas murió allí mismo en medio del hemiciclo del Senado en el año 1988, cuando tenía 71 años.
En su honor lleva su nombre una importante avenida en el Distrito de Cieneguilla; la avenida Luis Felipe de las Casas Grieve discurre junto a la margen este del río Lurín.

## Publicaciones
- Unidad económica indoamericana (1946).
- Sueldos y salarios mínimos vitales (1947).
- Plan y gobierno. Fundamentos de la planificación aprista (1961).
- El sectario (1981).
- La historia del economista en el Perú (1988).

- Datos: Q9025068